# Zmarli w roku 1890
Lista osób zmarłych w 1890:

## styczeń 1890
- 2 stycznia – Maria Anna Blondin, kanadyjska zakonnica, założycielka Sióstr św. Anny, błogosławiona katolicka[1]
- 6 stycznia – Maria Repetto, włoska zakonnica, błogosławiona katolicka[2]
- 16 stycznia – Louis Ormières, francuski duchowny katolicki, błogosławiony[3]
- 23 stycznia – Johann Still, spiskoniemiecki przewodnik tatrzański, nauczyciel, rolnik, pszczelarz, muzykant[4]

## marzec 1890
- 3 marca – Innocenty z Berzo, włoski kapucyn, błogosławiony katolicki[5]

## kwiecień 1890
- 18 kwietnia – Paweł Bryliński, polski rzeźbiarz ludowy[6]

## czerwiec 1890
- 3 czerwca – Oskar Kolberg, folklorysta, etnograf, muzyk i kompozytor[7]
- 15 czerwca – Hermann Friedrich Krummacher, niemiecki teolog protestancki (ur. 1828)[8]

## lipiec 1890
- 1 lipca – Maria Wisnowska, aktorka teatralna[9]
- 13 lipca – Johann Voldemar Jannsen – estoński poeta, dziennikarz i wydawca, czołowa postać estońskiego „Przebudzenia narodowego”[10]
- 29 lipca – Vincent van Gogh, holenderski malarz[11]

## sierpień 1890
- 6 sierpnia – William Kemmler, pierwsza ofiara krzesła elektrycznego[12]
- 7 sierpnia – Maciej Stęczyński, poeta, podróżnik i rysownik[13]
- 11 sierpnia – Jan Henryk Newman, angielski filipin, kardynał, błogosławiony katolicki[14]

## październik 1890
- 20 października – Richard Francis Burton, brytyjski żołnierz, dyplomata, lingwista, pisarz i podróżnik[15]
- 23 października – Arnould Rèche, francuski lasalianin, błogosławiony katolicki[16]
- 26 października – Carlo Collodi, włoski pisarz i dziennikarz, twórca postaci Pinokia[17]
- 30 października – Maksymilian Nowicki, zoolog, profesor Uniwersytetu Jagiellońskiego, badacz fauny i flory tatrzańskiej, pionier ochrony przyrody w Polsce, współtwórca Towarzystwa Tatrzańskiego[18]

## listopad 1890
- 6 listopada – Piotr Ściegienny, ksiądz katolicki, polski działacz niepodległościowy i przywódca chłopski[19]
- 8 listopada – César Franck, kompozytor i organista pochodzenia belgijskiego[20]
- 23 listopada – Wilhelm III Holenderski, król Holandii i wielki książę Luksemburga[21]

## grudzień 1890
- 15 grudnia – Siedzący Byk, wódz Siuksów[22]
- 26 grudnia – Wincencja Maria López Vicuña, hiszpańska zakonnica, założycielka Zgromadzenia Sióstr Służby Domowej, święta katolicka[23]

- data dzienna nieznana: 
  - Louis Le Prince, pierwszy twórca filmowy świata, zaginął 16 września[24]